# Skały (Wołów)
Skały – część wsi Wołów w Polsce, położona w województwie świętokrzyskim, w powiecie skarżyskim, w gminie Bliżyn.
W latach 1975–1998 Skały należały administracyjnie do województwa kieleckiego.
Wierni Kościoła rzymskokatolickiego należą do parafii św. Ludwika w Bliżynie.